# Cooperativa Agrícola Control Pisquero de Elqui y Limarí Limitada
La Cooperativa Agrícola Control Pisquero de Elqui y Limarí Limitada (Cooperativa Control Pisquero o CCP) es una cooperativa chilena del rubro del pisco, constituida en mayo de 1933, obteniendo personalidad jurídica en agosto del mismo año. Inicialmente sus cooperados eran únicamente del valle de Elqui y, posteriormente, creció abarcando también el valle del río Limarí. Es la primera cooperativa pisquera constituida en Chile.
En 2005 se asoció con la Compañía Cervecerías Unidas, formando la Compañía Pisquera de Chile. Aporta la uva de unos 700 cooperados, en unas 2000 hectáreas, de los cuales un 90% son pequeños agricultores de los valles de Huasco, Elqui, Limarí y Choapa. 

## Historia

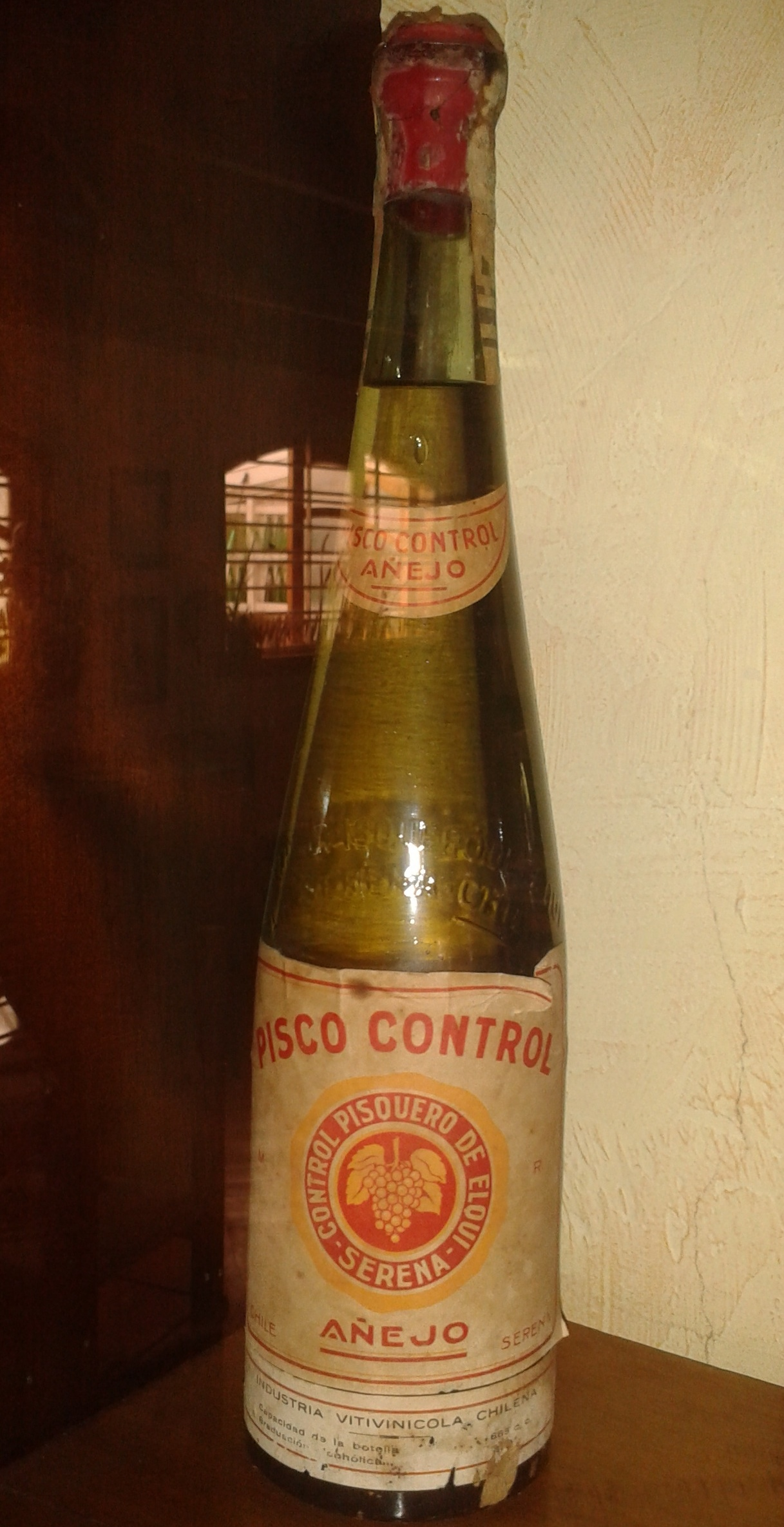
Antigua botella de «Pisco Control».

Hacia fines del siglo XIX y comienzos del XX, la actividad pisquera en Chile estaba organizada fundamentalmente mediante pequeñas destilerías, cada una con marca particulares, que abarcaban su propio mercado.
El impacto de la Gran Depresión se hizo sentir en la actividad pisquera chilena, hacia 1930, debido a que el tamaño de las más tradicionales empresas –pequeñas y de tipo familiar–, hacía difícil que pudieran subsistir en el nuevo ambiente económico; a consecuencia de lo anterior, en 1931, nueve empresarios del rubro decidieron unirse informalmente, al objeto de conseguir un "control", la producción y calidad del pisco que ellas elaboraban, estableciendo lo que se denominó la «Embotellación Única». La asociación, que actuó informalmente como órgano gremial –consiguiendo, por ejemplo, que se dictara ese año el decreto con fuerza de ley 181 de 15 de mayo de 1931–, resultó exitosa, por lo que se decidió mantener la unión en forma permanente. De esa forma, en mayo de 1933, se constituyó en La Serena, la Cooperativa Agrícola y Control Pisquero de Elqui Limitada, a la que se concedió personalidad jurídica en agosto del mismo año, y que comercializaría bajo la marca Pisco Control. Posteriormente, considerando el crecimiento que tuvo hacia el valle de Limarí, modificó su razón social a Cooperativa Agrícola Control Pisquero de Elqui y Limarí Limitada.
Hacia fines de la década de 1990, CCP exploró la posibilidad de fusionarse con la Cooperativa Agrícola Pisquera Elqui Limitada (CAPEL), lo que finalmente no se concretó, aunque había sido aprobada por la Comisión Preventiva Central, una de las autoridades chilenas antimonopolios de la época.
En marzo de 2005 CCP estableció una asociación estratégica con la Compañía Cervecerías Unidas (CCU), al objeto de desarrollar el negocio pisquero, mediante la producción y comercialización de pisco chileno y otras bebidas alcohólicas elaboradas sobre la base de pisco. El acuerdo entre CCP y CCU (directamente y a través de su filial Pisconor S.A.) contempló un joint venture para constituir una nueva sociedad anónima: la Compañía Pisquera de Chile S.A., a la cual las partes aportaron activos, marcas comerciales y pasivos. En un inicio, la Compañía Pisquera de Chile fue constituida con una participación de un 66% de CCP y de un 34% para CCU, a través de Pisconor. Posteriormente CCU adquirió un 46% del capital accionario; así las cosas, en conjunto, CCU y Pisconor poseen el 80% de la Compañía Pisquera de Chile, mientras Pisco Control mantiene el 20%.